# MTV Video Music Awards 2016
MTV Video Music Awards 2016 – trzydziesta trzecia gala rozdania nagród MTV Video Music Awards, która odbyła się 28 sierpnia 2016 roku w hali Madison Square Garden w Nowym Jorku. Gala została wyemitowana na żywo przez MTV, MTV2, VH1, MTV Classic, BET, CMT, Centric, Comedy Central, Logo TV, Spike oraz TV Land. Nominacje ogłoszono 26 lipca 2016 roku. Najwięcej, bo aż jedenaście, otrzymała Beyoncé, zaś na drugim miejscu uplasowała się Adele z ośmioma nominacjami.
Najwięcej nagród zdobyła Beyoncé. Piosenkarka otrzymała statuetki w ośmiu kategoriach: Teledysk roku, Najlepszy teledysk popowy, Najlepsza reżyseria, Najlepsza choreografia, Najlepszy montaż, Najlepsza kinematografia (za „Formation”) i Najlepszy żeński teledysk (za „Hold Up”) oraz Najlepszy teledysk w formie długiej (za Lemonade). Tym samym artystka pobiła rekord Madonny, która ma dwadzieścia statuetek MTV VMA, a Beyoncé – dwadzieścia cztery. Ponadto nagrodę specjalną Video Vanguard Award imienia Michaela Jacksona otrzymała Rihanna.

## Gala
|                           | \| Wykonawcy \| Piosenki \| \| Przed właściwym show \| Przed właściwym show \| \| ------------------------- \| --------------------------------------------------------------------------------------- \| \| Alessia Cara Troye Sivan \| „Wild Things” „Wild” „Scars To Your Beautiful” \| \| Jidenna \| „Little Bit More” \| \| Lukas Graham \| „Mama Said” \| \| Właściwe show \| \| \| Rihanna \| „Don’t Stop the Music” „Only Girl (In the World)” „We Found Love” „Where Have You Been” \| \| Ariana Grande Nicki Minaj \| „Side to Side” \| \| Future \| „Fuck Up Some Commas” \| \| Rihanna \| „Rude Boy” „What’s My Name?” „Work” \| \| Nick Jonas Ty Dolla Sign \| „Bacon” (Wykonane w Tick Tock Diner) \| \| Beyoncé \| „Pray You Catch Me” „Hold Up” „Sorry” „Don’t Hurt Yourself” „Formation” \| \| Britney Spears G-Eazy \| „Make Me...” „Me, Myself & I” \| \| Rihanna \| „Needed Me” „Pour It Up” „Bitch Better Have My Money” \| \| The Chainsmokers Halsey \| „Closer” \| \| Rihanna \| „Stay” „Diamonds” „Love on the Brain” \| | Opracowano na podstawie materiału źródłowego. |
| Wykonawcy                 | Piosenki |                                               |
| Przed właściwym show      | |                                               |
| Alessia Cara Troye Sivan  | „Wild Things” „Wild” „Scars To Your Beautiful” |                                               |
| Jidenna                   | „Little Bit More” |                                               |
| Lukas Graham              | „Mama Said” |                                               |
| Właściwe show             | |                                               |
| Rihanna                   | „Don’t Stop the Music” „Only Girl (In the World)” „We Found Love” „Where Have You Been” |                                               |
| Ariana Grande Nicki Minaj | „Side to Side” |                                               |
| Future                    | „Fuck Up Some Commas” |                                               |
| Rihanna                   | „Rude Boy” „What’s My Name?” „Work” |                                               |
| Nick Jonas Ty Dolla Sign  | „Bacon” (Wykonane w Tick Tock Diner) |                                               |
| Beyoncé                   | „Pray You Catch Me” „Hold Up” „Sorry” „Don’t Hurt Yourself” „Formation” |                                               |
| Britney Spears G-Eazy     | „Make Me...” „Me, Myself & I” |                                               |
| Rihanna                   | „Needed Me” „Pour It Up” „Bitch Better Have My Money” |                                               |
| The Chainsmokers Halsey   | „Closer” |                                               |
| Rihanna                   | „Stay” „Diamonds” „Love on the Brain” |                                               |

## Nagrody i nominacje
Opracowano na podstawie materiału źródłowego.

### Teledysk roku
- Beyoncé – „Formation”
  - Adele – „Hello”
  - Justin Bieber – „Sorry”
  - Drake – „Hotline Bling”
  - Kanye West – „Famous”

### Najlepszy żeński teledysk
- Beyoncé – „Hold Up”
  - Adele – „Hello”
  - Ariana Grande – „Into You”
  - Rihanna (featuring Drake) – „Work”
  - Sia – „Cheap Thrills”

### Najlepszy męski teledysk
- Calvin Harris (featuring Rihanna) – „This Is What You Came For”
  - Drake – „Hotline Bling”
  - Bryson Tiller – „Don’t”
  - The Weeknd – „Can’t Feel My Face”
  - Kanye West – „Famous”

### Najlepszy nowy artysta
- DNCE
  - Desiigner
  - Lukas Graham
  - Zara Larsson
  - Bryson Tiller

### Najlepszy teledysk popowy
- Beyoncé – „Formation”
  - Adele – „Hello”
  - Justin Bieber – „Sorry”
  - Alessia Cara – „Wild Things”
  - Ariana Grande – „Into You”

### Najlepszy teledysk rockowy
- Twenty One Pilots – „Heathens”
  - All Time Low – „Missing You”
  - Coldplay – „Adventure of a Lifetime”
  - Fall Out Boy (featuring Demi Lovato) – „Irresistible”
  - Panic! at the Disco – „Victorious”

### Najlepszy teledysk hip hopowy
- Drake – „Hotline Bling”
  - 2 Chainz – „Watch Out”
  - Chance the Rapper (featuring Saba) – „Angels”
  - Desiigner – „Panda”
  - Bryson Tiller – „Don’t”

### Najlepszy teledysk elektroniczny
- Calvin Harris i Disciples – „How Deep Is Your Love”
  - 99 Souls (featuring Destiny’s Child i Brandy) – „The Girl Is Mine”
  - Afrojack – „SummerThing!”
  - The Chainsmokers (featuring Daya) – „Don’t Let Me Down”
  - Mike Posner – „I Took a Pill in Ibiza”

### Najlepsza współpraca
- Fifth Harmony (featuring Ty Dolla Sign) – „Work from Home”
  - Beyoncé (featuring Kendrick Lamar) – „Freedom”
  - Ariana Grande (featuring Lil Wayne) – „Let Me Love You”
  - Calvin Harris (featuring Rihanna) – „This Is What You Came For”
  - Rihanna (featuring Drake) – „Work”

### Najlepszy teledysk w formie długiej
- Beyoncé – Lemonade
  - Justin Bieber – Purpose: The Movement
  - Chris Brown – Royalty
  - Florence + The Machine – The Odyssey
  - Troye Sivan – Blue Neighbourhood Trilogy

### Najlepsza reżyseria
- Beyoncé – „Formation” (Reżyser: Melina Matsoukas)
  - Adele – „Hello” (Reżyser: Xavier Dolan)
  - David Bowie – „Lazarus” (Reżyser: Johan Renck)
  - Coldplay – „Up&Up” (Reżyserzy: Vania Heymann i Gal Muggia)
  - Tame Impala – „The Less I Know the Better” (Reżyser: Canada)

### Najlepsza choreografia
- Beyoncé – „Formation” (Choreografowie: Chris Grant, JaQuel Knight i Dana Foglia)
  - Beyoncé – „Sorry” (Choreografowie: Chris Grant, JaQuel Knight, Dana Foglia, Anthony Burrell & Beyoncé Knowles Carter)
  - Missy Elliott (featuring Pharrell) – „WTF (Where They From)” (Choreograf: Hi-Hat)
  - FKA Twigs – M3LL155X (Choreograf: FKA Twigs)
  - Florence + The Machine – „Delilah” (Choreograf: Holly Blakey)

### Najlepsze efekty specjalne
- Coldplay – „Up&Up” (Efekty specjalne: Vania Heymann)
  - Adele – „Send My Love (To Your New Lover)” (Efekty specjalne: Sam Sneade)
  - FKA Twigs – M3LL155X (Efekty specjalne: Lewis Sanders i Jihoon Yoo)
  - The Weeknd – „Can’t Feel My Face” (Efekty specjalne: Bryan Smaller)
  - Zayn – „Pillowtalk” (Efekty specjalne: David Smith)

### Najlepsza dyrekcja artystyczna
- David Bowie – „Blackstar” (Dyrektor artystyczny: Jan Houllevigue)
  - Adele – „Hello” (Dyrektor artystyczny: Colombe Raby)
  - Beyoncé – „Hold Up” (Dyrektor artystyczny: Jason Hougaard)
  - Drake – „Hotline Bling” (Dyrektor artystyczny: Jeremy MacFarlane)
  - Fergie – „M.I.L.F.$” (Dyrektor artystyczny: Alexander Delgado)

### Najlepszy montaż
- Beyoncé – „Formation” (Montażysta: Jeff Selis)
  - Adele – „Hello” (Montażysta: Xavier Dolan)
  - David Bowie – „Lazarus” (Montażysta: Johan Söderberg)
  - Fergie – „M.I.L.F.$” (Montażysta: Vinnie Hobbs)
  - Ariana Grande – „Into You” (Montażysta: Hannah Lux Davis)

### Najlepsza kinematografia
- Beyoncé – „Formation” (Zdjęcia: Malik Sayeed)
  - Adele – „Hello” (Zdjęcia: André Turpin)
  - Alesso – „I Wanna Know” (Zdjęcia: Corey Jennings)
  - David Bowie – „Lazarus” (Zdjęcia: Crille Forsberg)
  - Ariana Grande – „Into You” (Zdjęcia: Paul Laufer)

### Najlepsza piosenka wakacji
- Fifth Harmony (featuring Fetty Wap) – „All in My Head (Flex)”
  - The Chainsmokers (featuring Halsey) – „Closer”
  - Drake (featuring Kyla i Wizkid) – „One Dance”
  - Selena Gomez – „Kill Em with Kindness”
  - Calvin Harris (featuring Rihanna) – „This Is What You Came For”
  - Nick Jonas (featuring Ty Dolla Sign) – „Bacon”
  - Kent Jones – „Don’t Mind”
  - Major Lazer (featuring Justin Bieber i MØ) – „Cold Water”
  - Sia – „Cheap Thrills”
  - Justin Timberlake – „Can’t Stop the Feeling!”

### MTV Video Vanguard Award
- Rihanna[7]